# M-18 Oganj
Le LRSVM M-18 Oganj est un lance-roquettes multiple automoteur modulaire développé en Serbie sur châssis 6 × 6. Il peut emporter différents types de conteneurs, notamment un panier à 16 ou 12 roquettes, ou un panier capable d'emporter quatre missiles. 

## Développement
Le développement du LRSVM M-18 Oganj est partiellement basé sur le LRSVM Morava existant mais sur un châssis 6x6 avec cabine blindée et un nouvel ensemble d'électronique et d'éventuels missiles pouvant être lancés à partir de conteneurs. De nouvelles possibilités supplémentaires permettent au lanceur de s'orienter facilement avec l'assistance GPS/GLONASS et la navigation inertielle et de lancer différents types de missiles guidés et non guidés, certains d'entre eux étant encore en développement. Il peut utiliser les missiles guidés RALAS (anciennement LORANA), ALAS et Košava 1,. Le véhicule possède une antenne et d'autres parties pertinentes du système de guidage informatisé nécessaires pour lancer des missiles guidés, il dispose d'une nouvelle radio numérique et d'un système de navigation inertielle. Il peut également utiliser une variété de missiles non guidés de calibres 107,122, ou 128 mm. Pendant les essais, il a atteint une portée de 40 km avec un missile non guidé G-2000 de 122 mm. Il repose sur un châssis FAP 2228 6 × 6,.

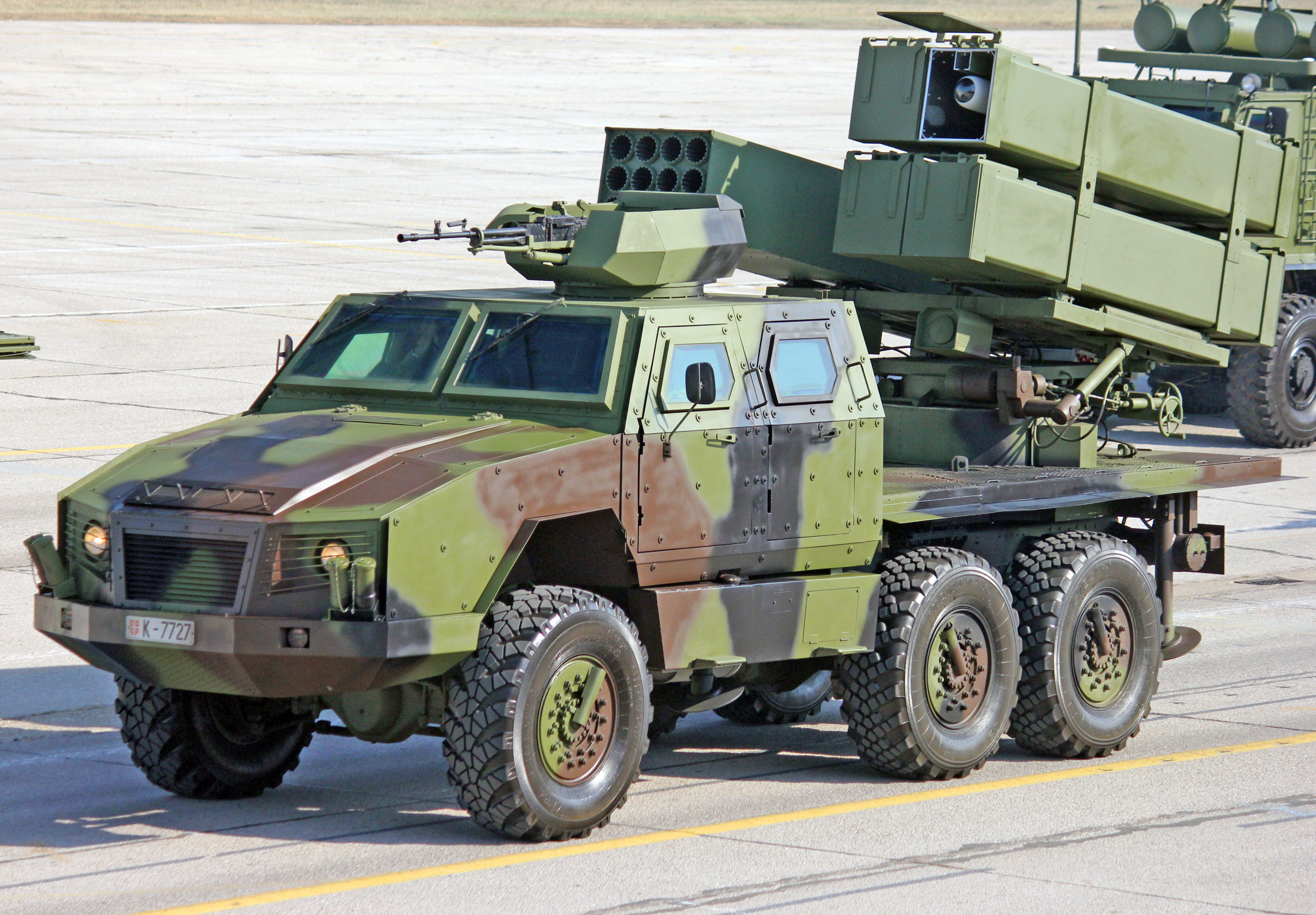
LRSVM M-18 Oganj.

## Munitions
Le LRSVM M-18 Oganj peut utiliser de nombreux modèles nationaux de roquettes.
| Fusée              | Nombre de tubes dans le conteneur de lancement ou nombre maximum de conteneurs | Portée maximale | Calibre de fusée |
| Modèle             | Par conteneur                                                                  | kilomètres      | millimètre       |
| ------------------ | ------------------------------------------------------------------------------ | --------------- | ---------------- |
| Plamen A           | 16                                                                             | 8.6             | 128              |
| Plamen D           | 16                                                                             | 12.6            | 128              |
| Oganj M77          | 12                                                                             | 22,5            | 128              |
| Urgence d'Oganj    | 12                                                                             | 50              | 128              |
| Diplômé            | 12                                                                             | 35              | 122              |
| G-2000             | 12                                                                             | 40              | 122              |
| Edepro G2000/52    | 12                                                                             | 52              | 122              |
| Krušik Valjevo 107 | 25                                                                             | 11.5            | 107              |
| Košava 1           | 4 conteneurs avec 1 missile                                                    | 50              | 230              |
| Košava 2           | 2 conteneurs avec 1 missile                                                    | 70              | 325              |
| ALAS (missile)     | 8 conteneurs avec 1 missile                                                    | 25              | 175              |
| RALS               | 8 conteneurs avec 1 missile                                                    | dix             | 175              |

Outre la fusée développée localement, il peut également utiliser toutes les roquettes Grad connues.

### Développement connexe
- LRSVM Morava
- LRSVM Tamnava
- PASARS-16
- NORA B-52
- Obusier SORA
- SOKO SP RR
- Zastava NTV

### Systèmes comparables
- LYNX (LMR)
- Astros 2020 (Mk6)
- BM-21
- Tornado-G
- Fajr-3
- Fajr-5
- Orkan M87